# Повітряний ліхтар

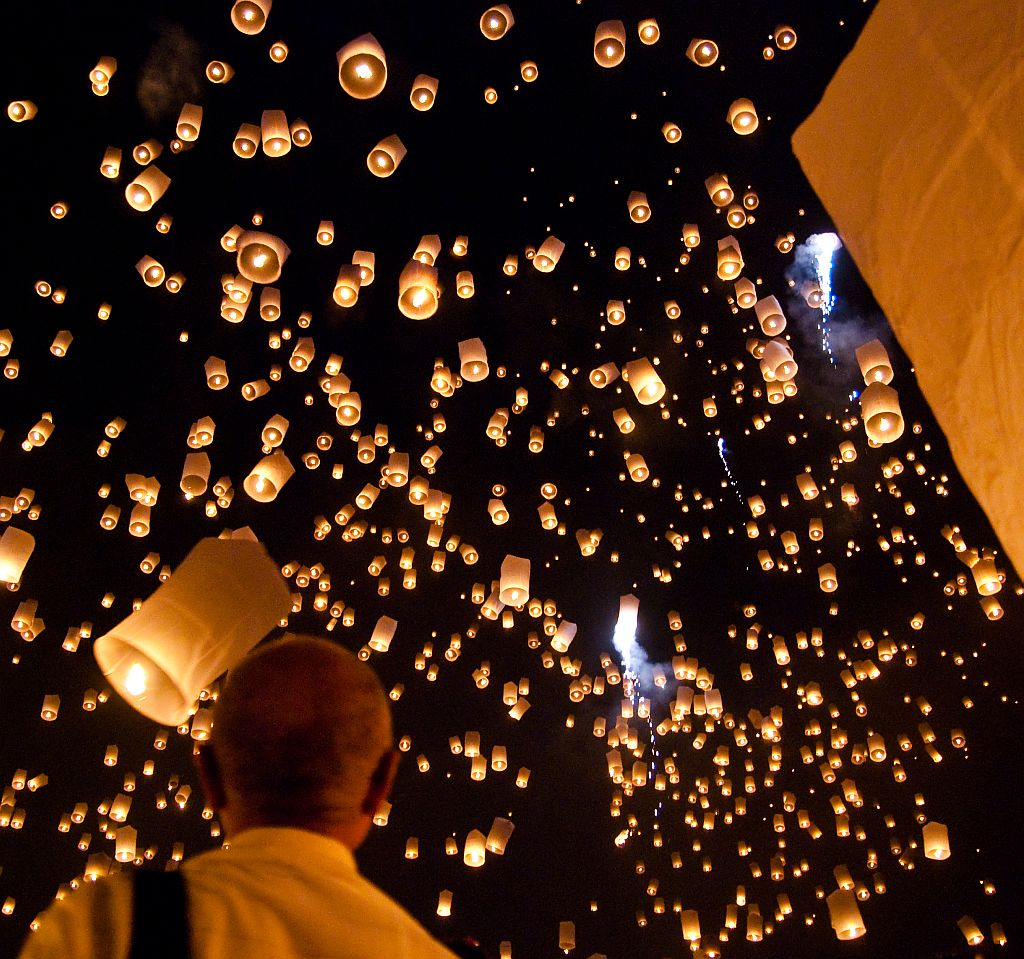
Запуск численних повітряних ліхтарів

Повітряний ліхтар (спрощ.: 天灯; кит. трад.: 天燈; піньїнь: tiāndēng, тяньден) або ліхтар Кунміна (спрощ.: 孔明灯; кит. трад.: 孔明燈; піньїнь: kǒngmíngdēng, кунмінден) — ліхтар-аеростат з проолієного паперу, бамбукового каркаса, та горючого елемента. Паперовий мішок кріпиться до каркаса, під яким розташовується джерело полум'я. Воно нагріває повітря всередині паперового мішка, завдяки чому ліхтар підіймається. Після згасання полум'я ліхтар падає на землю.
Повітряні ліхтарі використовувалися китайцями та монголами як сигнальний засіб під час бойових дій. Винайдення приписується китайському стратегу III століття Чжуге Кунміну. З XV століття вони слугують прикрасами китайських, корейських та японських свят. В ряді східноазійських міст їхнє використання заборонено через небезпеку пожежі.

## Будова

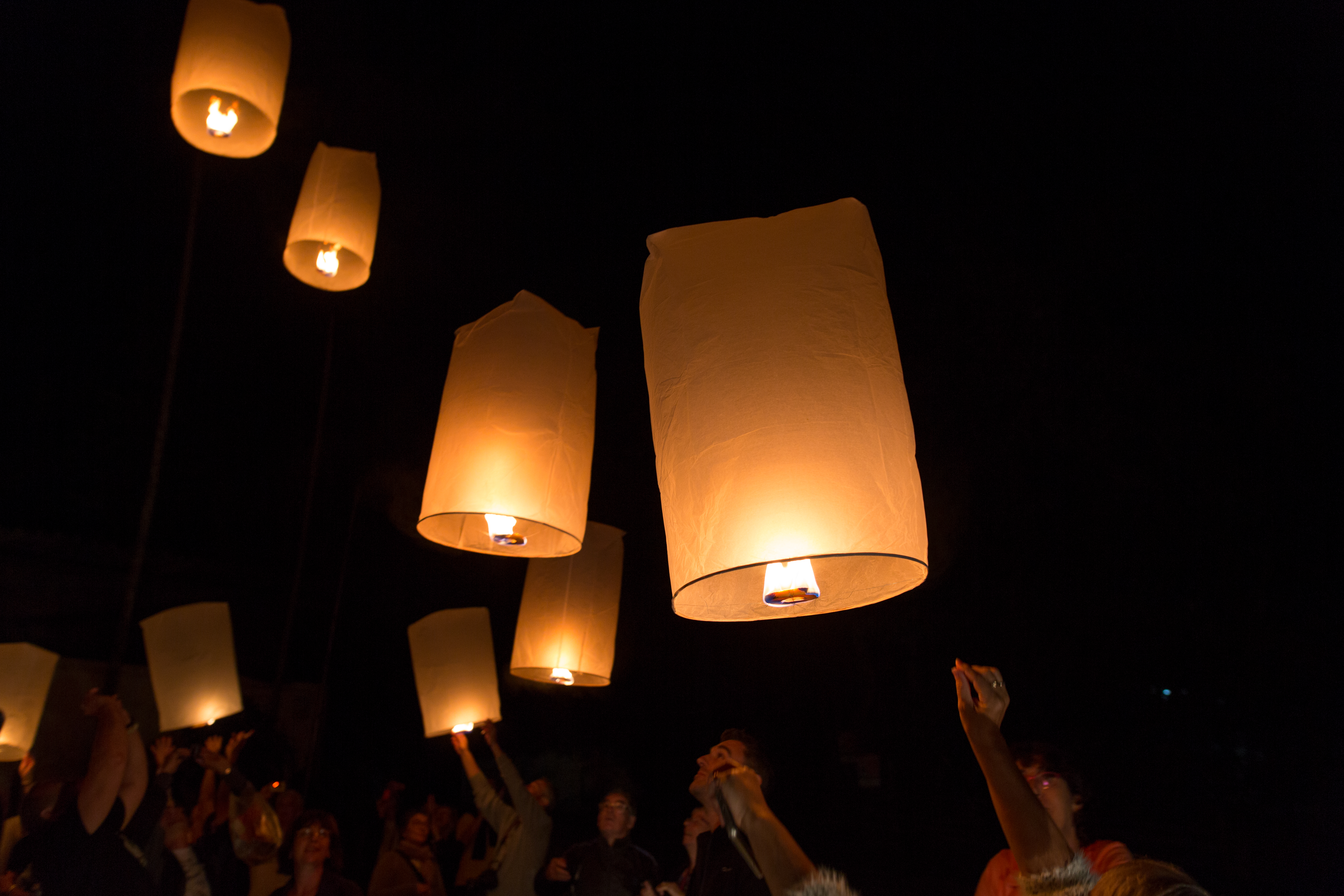
Повітряні ліхтарі зблизька

Основу традиційного ліхтаря складає каркас із бамбукових соломинок, на який наклеюється мішок з проолієного паперу. Вони надають ліхтареві кулястої, циліндричної чи близької до таких форми. Від кольору паперу залежить колір світла. Знизу залишається широкий отвір, що перекривається двома дротами. На їхньому перехресті закріплюється джерело полум'я — наприклад, просочений рідким паливом шматок бавовни.
Розмір ліхтарів зазвичай не перевищує 90 см у висоту та 75 см у діаметрі. Що більший ліхтар, то далі й вище він може летіти. Форма підбирається так, щоби полум'я могло нагрівати повітря всередині ліхтаря без ризику підпалу паперу. Ліхтарі без радіальної симетричності, такі як у вигляді серця, менш надійні та можуть загорітися в польоті. В них не повинно бути отворів, окрім отвору для поміщення джерела полум'я.

## Безпека

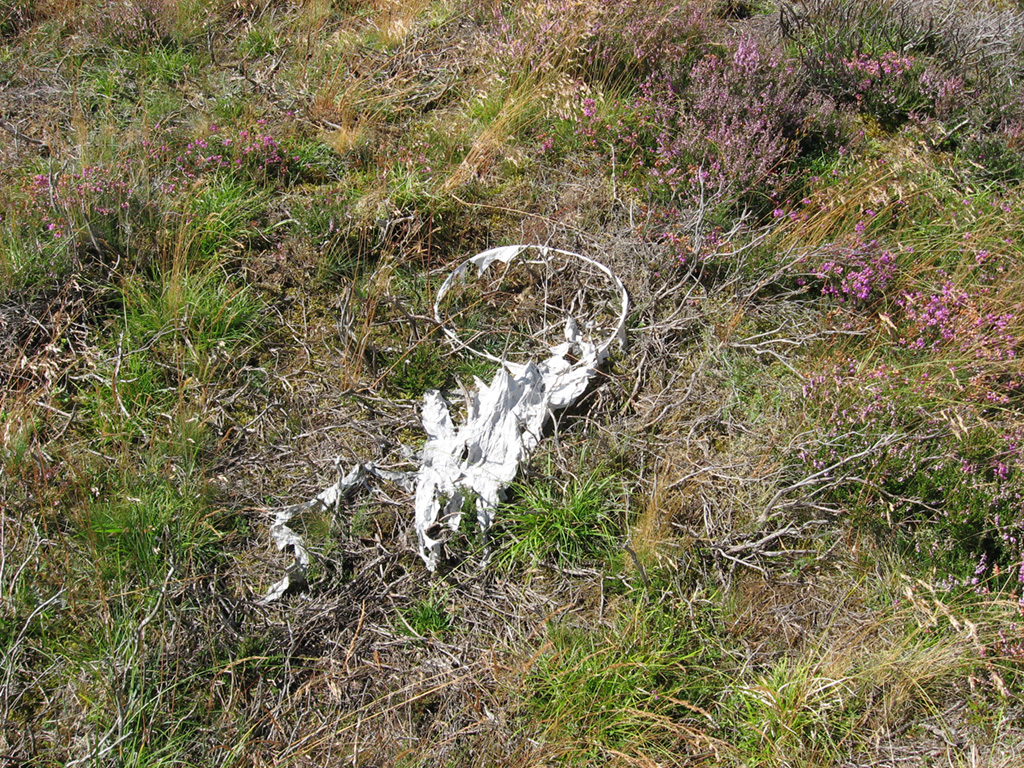
Впалий повітряний ліхтар

Небесні ліхтарі становлять пожежну небезпеку, адже, впавши, можуть спричинити займання. Джерело полум'я чи його горючі речовини також можуть упасти. Тому ліхтарі належить запускати просто неба за щонайменше 30 м від дерев і будівель, та 100 м від полів, копиць і дротів. Небажано запускати повітряні ліхтарі при середньому та сильному вітрі. Позаяк традиційний колір таких ліхтарів червоний та помаранчевий, його використання небажане там, де небесний ліхтар може бути сприйнятий за сигнал лиха.
Віднесені вітром поодинокі ліхтарі чи їхні невеликі групи доволі часто характеризуються як НЛО. Цьому сприяє те, що коли полум'я згасає, ліхтар «зникає» в польоті. Відколи в середині 2000-х повітряні ліхтарі стали популярні в Європі, кількість повідомлень про НЛО, — за даними Міністерства оборони Великої Британії, — зросла втричі.